# Пейн, Самнер
Самнер Пейн (англ. Sumner Paine; 13 мая 1868, Бостон — 18 апреля 1904, Бостон) — американский стрелок, чемпион и призёр летних Олимпийских игр 1896.
Во время Игр, Пейн жил в Париже. Его младший брат Джон Пейн, живший в Бостоне, решил участвовать в этих Играх, и когда он был проездом в Париже, то уговорил своего брата участвовать в соревнованиях. Они приехали в Афины со своими собственными пистолетами.
Братьям было разрешено участвовать только в двух пистолетных дисциплинах из трёх — в скоростной стрельбе на 25 м они должны были использовать выдаваемое оружие, которое им не понравилось. Перед выступлением на армейском пистолете на 25 м, братья решили, что тот, кто покажет лучший результат, не будет участвовать в другой дисциплине, стрельбе из произвольного пистолета на 50 м.
Победителем в первом соревновании стал Джон Пейн, а Самнер занял второе место. В следующей дисциплине у Самнера не было конкурентов, и он стал победителем, показав 442 очка.